# 10,000 Gecs
10,000 Gecs è il secondo album in studio e il debutto su una major del duo hyperpop americano 100 Gecs. Dopo un tour del 2021 per promuoverlo, i piani iniziali per l'uscita all'inizio del 2022 e numerosi ritardi, l'album è stato infine pubblicato il 17 marzo 2023.
10.000 Gecs ha ricevuto recensioni generalmente positive dalla critica al momento della sua uscita. Su Metacritic, che assegna un punteggio normalizzato di 100 alle recensioni dei critici mainstream, ha dato all'album un punteggio medio di 81, basato su 15 recensioni critiche, indicando "il plauso universale".
Scrivendo per PopMatters, John Amen ha osservato: "Il duo riafferma il proprio status di ambasciatori dell'hyperpop implementando un notevole senso mainstream, inclusi ritmi memorabili, melodie hook-ish e voci che incarnano un'atmosfera da fannullone au courant". Per AllMusic, Fred Thomas ha suggerito che l'album "espande il collage culturale del duo per includere cannibalizzazioni di nu-metal in stile Limp Bizkit, pop-punk, alt-funk degli anni '90, ska e qualsiasi altra cosa che catturi l'attenzione fugace dei gechi."

## Tracce
Testi e musiche di Dylan Brady e Laura Les, eccetto dove indicato.
1. Dumbest Girl Alive – 2:17
2. 757 – 2:06 (testo: Dylan Brady)
3. Hollywood Baby – 3:07
4. Frog on the Floor – 2:41
5. Doritos & Fritos – 3:16
6. Billy Knows Jamie – 2:43
7. One Million Dollars – 2:00
8. The Most Wanted Person in the United States – 2:35
9. I Got My Tooth Removed – 3:17
10. mememe – 2:46

## Formazione
- Dylan Brady – voce (eccetto tracce 1 e 7), produzione
- Laura Les – voce (eccetto traccia 7), chitarra elettrica (eccetto tracce 2 e 8), produzione
- Josh Freese – batteria (tracce 3, 5–7, 9)
- DJ Final – scratching (traccia 6)
- Gabriel Steiner – tromba (traccia 9)
- Alex Csillag – trombone (traccia 9)
- Aaron Leibowitz – sassofono (traccia 9)
- Chris Gehringer – mastering
- Mark "Spike" Stent – missaggio (tracce 1 e 4)
- Jeff Ellis – missaggio (tracce 2, 3, 5–10)
- Chris Maggio – direzione creativa, fotografia
- Tracy Ma – graphic design
- Mikey Joyce – logo
- Elly Golterman – costumista